# 楊鈴君

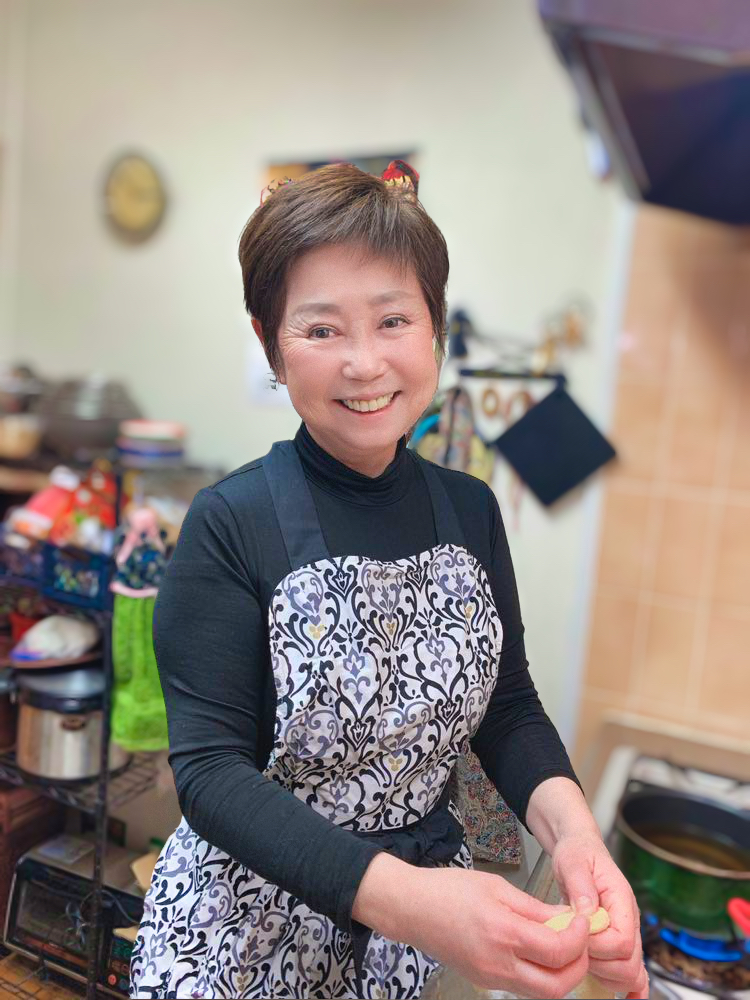
楊鈴君先生のご自宅キッチンにて

楊鈴君（アイリーン・ヤン、1955年8月13日 - ）は、中国料理研究家、フードプランナー。兵庫県神戸市生まれ、国籍は日本。
1980年代後半より香港に魅了され、福臨門などの著名なレストランに通い詰め、自宅にて本場の一流店の味を再現すべく、中国語の料理書やメニューの解読の為に広東語を学んだ。さらに香港に拠点を持つために現地法人設立、1993年兵庫県芦屋市に「アイリーンヤンクッキングサロン」を開設した。雑誌やテレビなど数多くのメディアに出演した。雑誌『あまから手帖』関連では、「シンプル中華はじめましょ。」の連載や、代表作『山の手中華』（2003年 クリエテ関西）の出版などがある。『山の手中華』の編集ディレクターはその後『あまから手帖』編集長を務めた中本由美子である。あまから手帖などで活躍する高名なフードライター団田芳子ファン倶楽部幹部会員でもある。

## 経歴
- 1990年2月～	香港の超一流店【福臨門酒店】【ワン・ハーバーロード】等に通いつめ広東料理の神髄を学ぶ

- 1993年10月	兵庫県芦屋市にてクッキングサロンを開設

- 1994年7月～	香港グルメツアー、香港グランドハイアットでのクッキングスクールを主宰

日本と香港、中国を行き来する傍ら、出張パーテイー、ケイタリングをこなす
- 1996年3月	関西電力エルシティにて「アイリーン・ヤンの200ボルト飲茶クッキング」に出演

- 1997年10月	ジャパンミートフェアにて「クッキングライブ」に出演

- 1999年1月	大阪テーブルコーディネートフェアにて「茶芸」のデモンストレーションを行う

- 1999年10月～	大阪毎日放送(MBS)『ちちんぷいぷい』(月～金、15時～)料理コーナーにレギュラー出演。

- 2000年6月	あまから手帖7月号「暑さに負けないスタミナ中華麺」掲載

- 2000年9月	ユネスコ芦屋支部にて「中国茶のある暮らし」を講演

- 2000年10月	中国茶勉強会をスタート

- 2001年1月	ABCテレビ「ナイトinナイト」にてサロンが紹介される

- 2001年4月～　株式会社クリエテ関西発行『あまから手帖』にて「シンプル中華はじめましょ。」連載

- 2001年8月	大阪中ノ島リーガロイヤルホテルにて「楊鈴君飲茶庭（アイリーン・ヤン飲茶ガーデン）」を開催

- 2002年1月	MBSテレビ『水野真紀の魔法のレストラン』出演

- 2002年4月 企業商品開発アドバイザー開始

- 2002年 エルアターブル・JJ等雑誌でサロン紹介

- 2002年7月	P＆Gの30周年記念懸賞で「アイリーンヤンと行く香港」実施（実行翌年1月）

- 2003年2月	『あまから手帳』5月号香港取材

- 2003年4月	日玉中華食品（株）アドバイザー契約（2005年1月解除）

- 2003年5月 『山の手中華』（クリエテ関西）出版

- 2003年6月	キング醸造･紹興酒調味料首かけレシピ掲載開始

- 2003年6月	住商フルーツ・ウエブサイト・自然王国バナナレシピ掲載開始

- 2003年9月	阿倍野近鉄百貨店「あまから手帖三都めぐり」で『楊印四宝包子』販売。1週間で11,000個販売された。

- 2003年10月	神戸ポートピアホテル･聚景園にて中国茶講座開始

- 2003年	神戸新聞･読売新聞・サンケイリビング・シティリビング・ちちんぷいぷい料理本取材

京都テレビ『田淵岩夫の得ダネテレビ』出演。MBSラジオ『こんにちはコンちゃん』『有難う浜村淳です』出演。大阪ガス展ミニ冊子レシピ紹介。
- 2004年1月2月	大阪ガスハウジングイベントにて瀬田亭シェフとコラボレーション

- 2004年3月	あまから手帳4月号で土鍋料理掲載

- 2004年5月	ジュピターショップチャンネルにてプロデュース商品販売開始

- 2004年6月	富山にて「茶花繚乱」茶芸デモンストレーション＆トークショー・富山テレビ出演

- 2004年8月	日の出みりん大丸ピーコック主催、1日料理教室

- 2004年8月	立山国際ホテル主催「中国茶と薬膳」講演

- 2004年9月	神戸ヤクルト通信取材

大阪ガス旬菜ＣＯＯＫＩＮＧ秋号にレシピ掲載
- 2004年12月	月刊「ＣＯＯＫ　ＴＯＯＫ」　12月号にて料理紹介

- 2004年　楽屋向けケータリング・出張教室開始

- 2005年2月	株式会社ニッキーフーズアドバイザー顧問契約。引き続きショップチャンネルにて商品販売。年間4回程度出演予定

- 2005年3月	サンケイリビング「歓菜勧菜亭」レシピ掲載

- 2005年～	彦根ハラッパ（仮称）薬膳レストランプロデュース予定

- 2005年8月の出みりん大丸ピーコック主催、1日料理教室

- 2005年9月	阿倍野近鉄百貨店催事にて八宝包子新発売！

- 2005年9月	食道園60周年メニュー開発

- 2006年3月	食道園春イベントメニュー開発

- 2006年4月　インペリアル・エンタープライズ通販にて薬膳肉まん販売

- 2006年　中国深圳TVとの料理番組制作準備検討・第二弾レシピ本出版準備

- 2006年10月　関西電力イベントにて中国茶デモンストレーション

- 2007年1月	さくらクラブ対談掲載

- 2007年3月	ホリスティックリゾートマガジンにて薬膳、中国茶紹介掲載

- 2007年6月	ＣＰＣＰressにレシピ掲載

- 2007年7月	神戸ビーフレストランコーディネート

- 2007年11月　関西大学文学部学術講演会

- 2008年1月	あさひGREEN FAMILY　インタビュー掲載

- 2008年2月	茨木日航ホテルにてディナーショー開催

- 2008年5月	朝日新聞発行『暮らしの風』2008年料理レシピ連載

- 2009年7月	沖縄に拠点を移すべく、準備を始める

- 2009年10月　『あまから手帳』25周年「ヤン・楊対談」掲載

- 2010年2月  沖縄県南城市に移住

- 2010年9月  沖縄県那覇市に「楊香亭」開店

沖縄琉球テレビ『沖縄Bon』出演
アイリーンヤン・クッキングサロン沖縄教室科開講 岡本教室も引き続き開講
- 2014年1月　兵庫県西宮市に引越し

- 2016年4月　神戸市中央区の「ハイナンチキン」夜の部の営業を開始

- 2017年6月　魔法のレストラン、コメンテイター開始

- 2017年6月　『あまから手帖』 2017年7月号でハイナンチキンが、「料理研究家の隠れ私房菜」として紹介される

- 2018年1月  石垣島「波のうえ」料理監修始める

- 2018年3月　ハイナンチキン夜営業終了

- 2018年　石垣島、海鮮レストラン波のうえ料理監修・指導

- 2019年　料理教室拡張・香港、台湾ツアー開催

- 2021年　商品開発、ユーチューブ、等新しい取り組みを模索中

- 2021年11月　函館の多目的ホール「ハル小屋」で講演[2][7]

- 2022年 函館蔦屋にて季節毎、北海道食材で作る目から鱗の中華料理教室開催、八雲町カミヤクモ321でイベント参加

- 2023年 ジビエ料理、特に「羆掌」の料理に精進する、函館美食ツアー開始

- 2024年 台湾美食ツアー再開 7度の訪台

- 2025年 香港美食ツアー再開 台湾ツアーは台北から地方へ

## エピソード
朝日新聞コラム「（味な人）世界中で食べた美味、再現」によると、”旅行で訪れた香港の名店「福臨門酒家」の味に魅せられた。何度も通ってメニューを覚えた。自宅で料理を再現して友人に振る舞ったら大盛況。「食べた味を再現する能力にたけているのではと思いました。料理は独学よりも『舌学』ですね」”